# 890 Waltraut
890 Waltraut је астероид главног астероидног појаса. Приближан пречник астероида је 27,33 , 
а средња удаљеност астероида од Сунца износи 3,028 астрономских јединица (АЈ). 
Инклинација (нагиб) орбите у односу на раван еклиптике је 10,872 степени, а орбитални период износи 1925,065 дана (5,270 година). Ексцентрицитет орбите астероида износи 0,056. 
Апсолутна магнитуда астероида износи 10,78 а геометријски албедо 0,115.
Астероид је откривен 11. марта 1918. године.